# Martín Zubimendi
Martín Zubimendi Ibáñez (San Sebastián, 2 de febrero de 1999) es un futbolista español. Juega de centrocampista y su equipo es el Arsenal F. C. de la Premier League de Inglaterra.

## Trayectoria
Zubimendi es producto de la prolífica cantera de la Real Sociedad, club de su ciudad natal. El jugador ingresó en las categorías inferiores del club en 2011, con apenas 12 años de edad y se formó a través de todas las categorías del mismo hasta alcanzar el primer equipo.
Siendo jugador de categoría juvenil, el 22 de abril de 2017 debutó con la Real Sociedad "B" en Segunda División B al disputar los minutos finales del partido que enfrentó a los donostierras con la UD Logroñés (0:2). Ese año jugó varios partidos en el primer reserva de la Real Sociedad.
Para la campaña 2017-18, Zubimendi fue ascendido oficialmente a la plantilla de la  Real Sociedad "C", de Tercera División y simultaneó el filial de Tercera con algunos partidos en Segunda División B, mostrando una evidente progresión en su juego. Al finalizar la temporada fue ascendido oficialmente a la Real Sociedad B.
En la temporada 2018-19 fue un habitual en el filial de Segunda División B y comenzó a asomarse tímidamente a la primera plantilla, con la que hizo su debut oficial en la Primera División el 28 de abril de 2019 en un encuentro contra el Getafe C. F., que finalizó con un resultado de 2-1 a favor del conjunto donostiarra tras sustituir a Rubén Pardo en el minuto 86.
Su entrada en el primer equipo de manera regular se produjo en el tramo final de la temporada 2019-20. Al reanudarse la Liga en junio después del parón producido por la pandemia del COVID-19, se dio por finalizada la competición de Segunda B y varios jugadores del filial, entre ellos Zubimendi, se incorporaron a la primera plantilla para reforzar el primer equipo en el tramo final de la temporada. La ampliación del número de sustituciones por partido a 5 y las ausencias por lesión de varios mediocampistas del equipo, como Ander Guevara, Asier Illarramendi y Luca Sangalli le abrieron un hueco en las convocatorias del primer equipo. Zubimendi se convirtió en un habitual en las alineaciones txuri-urdin, jugó los últimos 9 encuentros de la temporada y fue titular en 6 de ellos. Fue uno de los jugadores que lograron la clasificación para la Liga Europa acabando la temporada en sexto lugar.
En julio de 2020 renovó su contrato con la Real Sociedad hasta 2025. y en septiembre pasó a ser jugador del primer equipo. Su situación durante la temporada 2020-21 fue peculiar ya que aún manteniendo dorsal de jugador del equipo B y perteneciendo a efectos oficiales por tanto a la plantilla de la Real Sociedad B. Sin embargo en la práctica el jugador fue considerado jugador de la primera plantilla, tanto en las comunicaciones del club como en la rutina diaria. De hecho el jugador no participó ni en los entrenamientos ni encuentros del equipo reserva, sino solamente en los del primer equipo, en la compartió la titularidad  del puesto de medio centro con Ander Guevara.
El 3 de abril de 2021, en el Estadio La Cartuja, conquistó su primer título como profesional al vencer en la final de la Copa del Rey pendiente del año anterior debido a la pandemia de COVID-19, por 1-0 al eterno rival, el Athletic Club.
En octubre de 2022 amplió su vinculación con el club por dos años más, hasta 2027. Esa temporada el equipo se clasificó para disputar la Liga de Campeones de la UEFA y de cara a la siguiente, tras la marcha de Illarramendi, heredó el dorsal número 4.
En la temporada 2023-24 jugó 31 partidos, marcando cuatro goles en La Liga, que
fueron todos sus goles de la campaña. Se perdió las últimas 5 jornadas por una lesión en el muslo.Quedaron sextos en liga local ese año, clasificando a Liga Europa. En cuanto al desempeño de la Real Sociedad en la Liga de Campeones, lograron clasificarse primeros en la fase de grupos, con dos empates y una victoria, sin embargo perdieron en octavos frente al Paris Saint-Germain, con un global de 1-4. Tuvo un buen desempeño pues fue capaz de robar 14 balones y hacer 12 despejes en esa competición.[cita requerida] En la Copa del Rey, la Real Sociedad llegó a semifinales, cayendo ante el R. C. D. Mallorca en penales. Para la siguiente temporada, se decidió quedar en la Real Sociedad a pesar de las ofertas, siendo de las más resaltantes la del Liverpool F. C.
El 6 de julio de 2025 puso fin a su etapa en la Real Sociedad, con la que disputó 236 encuentros, ganó un título y ayudó a clasificarse para competiciones europeas durante cinco años consecutivos. Se marchó traspasado al Arsenal F. C., con el que firmó un contrato de larga duración.

## Selección nacional
En 2020 fue convocado por la selección de fútbol sub-21 de España y jugó partidos clasificatorios. Al año siguiente debutó con la absoluta en un amistoso ante Lituania que finalizó con triunfo español por 4-0.
Participó con la selección olímpica en los Juegos Olímpicos de Tokio 2020, competición en la que logró la medalla de plata junto con sus compañeros de equipo Mikel Merino y Mikel Oyarzabal. Disputó cinco partidos.
Fue uno de los 26 convocados a la Eurocopa 2024, llegando a participar en varios partidos del torneo. Uno de ellos fue la final en la que España derrotó a Inglaterra y se proclamó campeona.
El 12 de octubre de 2024 marcó su primer gol con la selección absoluta, el único del encuentro de la Liga de Naciones de la UEFA 2024-25 frente a Dinamarca. En la final del torneo abrió el marcador ante Portugal, pero fueron estos quienes se alzaron con el título en la tanda de penaltis.

### Participaciones en Eurocopas
| Copa          | Sede     | Resultado | Partidos | Goles |
| ------------- | -------- | --------- | -------- | ----- |
| Eurocopa 2024 | Alemania | Campeón   | 4        | 0     |

### Participación en los Juegos Olímpicos
| Juegos Olímpicos               | Sede  | Resultado        | Partidos | Goles |
| ------------------------------ | ----- | ---------------- | -------- | ----- |
| Juegos Olímpicos de Tokio 2020 | Tokio | Medalla de plata | 5        | 0     |

### Goles internacionales
| N.º | Fecha                 | Estadio                                        | Rival     | Gol | Resultado | Competición                                          |
| --- | --------------------- | ---------------------------------------------- | --------- | --- | --------- | ---------------------------------------------------- |
| 1   | 12 de octubre de 2024 | Estadio Enrique Roca de Murcia, Churra, España | Dinamarca | 1-0 | 1-0       | Liga de Naciones 2024-25                             |
| 2   | 8 de junio de 2025    | Allianz Arena, Múnich, Alemania                | Portugal  | 0-1 | 2-2       | Fase final de la Liga de Naciones de la UEFA 2024-25 |

## Estadísticas

### Clubes
Actualizado al último partido disputado el 17 de agosto de 2025.
| Club                       | Div.          | Temporada     | Liga  | Liga  | Copas nacionales | Copas nacionales | Copas internacionales | Copas internacionales | Total | Total |
| Club                       | Div.          | Temporada     | Part. | Goles | Part.            | Goles            | Part.                 | Goles                 | Part. | Goles |
| -------------------------- | ------------- | ------------- | ----- | ----- | ---------------- | ---------------- | --------------------- | --------------------- | ----- | ----- |
| Real Sociedad "B" · España | 2.ª B         | 2016-17       | 3     | 0     | —                | —                | —                     | —                     | 3     | 0     |
| Real Sociedad "B" · España | 2.ª B         | 2017-18       | 2     | 0     | —                | —                | —                     | —                     | 2     | 0     |
| Real Sociedad "B" · España | 2.ª B         | 2018-19       | 20    | 1     | —                | —                | —                     | —                     | 20    | 1     |
| Real Sociedad "B" · España | 2.ª B         | 2019-20       | 25    | 3     | —                | —                | —                     | —                     | 25    | 3     |
| Real Sociedad "B" · España | Total club    | Total club    | 50    | 4     | 0                | 0                | 0                     | 0                     | 50    | 4     |
| Real Sociedad · España     | 1.ª           | 2018-19       | 1     | 0     | 0                | 0                | —                     | —                     | 1     | 0     |
| Real Sociedad · España     | 1.ª           | 2019-20       | 9     | 0     | 1                | 0                | —                     | —                     | 10    | 0     |
| Real Sociedad · España     | 1.ª           | 2020-21       | 31    | 0     | 3                | 0                | 7                     | 0                     | 41    | 0     |
| Real Sociedad · España     | 1.ª           | 2021-22       | 36    | 2     | 4                | 0                | 7                     | 1                     | 47    | 3     |
| Real Sociedad · España     | 1.ª           | 2022-23       | 36    | 1     | 4                | 0                | 4                     | 0                     | 44    | 1     |
| Real Sociedad · España     | 1.ª           | 2023-24       | 31    | 4     | 6                | 0                | 8                     | 0                     | 45    | 4     |
| Real Sociedad · España     | 1.ª           | 2024-25       | 36    | 2     | 4                | 0                | 8                     | 0                     | 48    | 2     |
| Real Sociedad · España     | Total club    | Total club    | 180   | 9     | 22               | 0                | 34                    | 1                     | 236   | 10    |
| Arsenal F. C. Inglaterra   | 1.ª           | 2025-26       | 1     | 0     | 0                | 0                | 0                     | 0                     | 1     | 0     |
| Arsenal F. C. Inglaterra   | Total club    | Total club    | 1     | 0     | 0                | 0                | 0                     | 0                     | 1     | 0     |
| Total carrera              | Total carrera | Total carrera | 231   | 13    | 22               | 0                | 34                    | 1                     | 287   | 14    |
| 1. 2.                      |               |               |       |       |                  |                  |                       |                       |       |       |

## Palmarés

### Títulos nacionales
| Título       | Club          | País   | Año  |
| ------------ | ------------- | ------ | ---- |
| Copa del Rey | Real Sociedad | España | 2020 |

### Títulos internacionales
| Título                      | Club                       | Sede         | Año  |
| --------------------------- | -------------------------- | ------------ | ---- |
| Juegos Olímpicos            | Selección de España sub-23 | Tokio        | 2020 |
| Liga de Naciones de la UEFA | Selección de España        | Países Bajos | 2023 |
| Eurocopa                    | Selección de España        | Alemania     | 2024 |